# بخش ایدوکی
بخش ایدوکی (به انگلیسی: Idukki district) یک بخش در هند است که در کرالا واقع شده‌است. بخش ایدوکی ۴٬۳۵۸ کیلومتر مربع مساحت و ۱٬۱۰۷٬۴۵۳ نفر جمعیت دارد و ۱٬۹۰۰ متر بالاتر از سطح دریا واقع شده‌است.